# Lorenz-Günther Köstner
Lorenz-Günther Köstner est un entraîneur et ancien footballeur allemand né le 30 janvier 1952 à Wallenfels.

## Carrière
joueur :
- ??-1970 : FC Wallenfels  Allemagne
- 1970-1971 : FC Bayern Hof  Allemagne
- 1971-1973 : VfB Helmbrechts  Allemagne
- 1973-1975 : Borussia Mönchengladbach  Allemagne
- 1975-1977 : Bayer Uerdingen  Allemagne
- 1977-1981 : Arminia Bielefeld  Allemagne

entraîneur :
- 1982-1986 : FC Bayern Hof  Allemagne
- 1986-1989 : SSV Reutlingen 05  Allemagne
- 1989 : SC Fribourg  Allemagne
- 1989-1991 : KSV Hessen Kassel  Allemagne
- 1993-1994 : Stuttgarter Kickers  Allemagne
- 1994-1997 : Unterhaching  Allemagne
- 1997-1998 : FC Cologne  Allemagne
- 1998-2001 : Unterhaching  Allemagne
- 2002-2004 : Karlsruher SC  Allemagne
- 2006 : 1899 Hoffenheim  Allemagne
- 2006-2007 : Rot-Weiss Essen  Allemagne
- 2010-2011 : VfL Wolfsburg  Allemagne

## Palmarès
- Vainqueur de la Coupe UEFA en 1975 avec Borussia Mönchengladbach
- Vainqueur de la Champion d'Allemagne en 1975 avec Borussia Mönchengladbach